# Kadonnut puutarha
Kadonnut puutarha è il terzo album in studio del gruppo femminile finlandese Indica, pubblicato nel 2007.

## Tracce
1. Viimeinen jyvä – 2:45
2. Linnansa vanki – 3:35
3. Ikävän kantaja – 4:08
4. Ulkona – 4:05
5. Nukkuu kedolla – 4:25
6. Noita – 4:09
7. Pahan tarha – 4:06
8. Äänet – 3:27
9. Mykkä – 2:51
10. Unten laiva – 3:51
11. Helmet – 4:49